# David Andersson (Gitarrist)

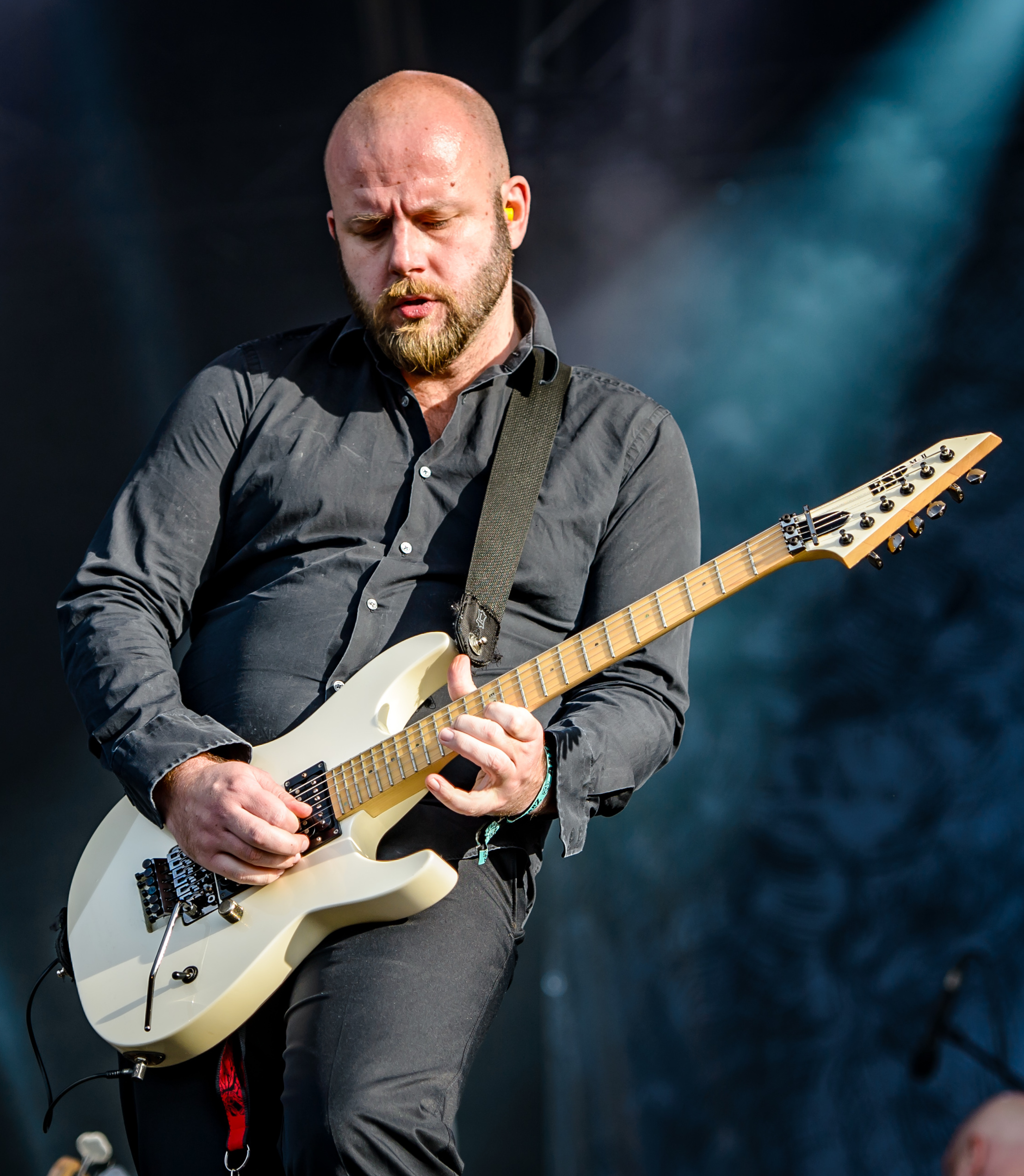
David Andersson (2016)

Carl David Natanael Andersson (* 25. Februar 1975; † September 2022) war ein schwedischer Gitarrist. 

## Werdegang
Inspiriert von Gitarristen wie Ritchie Blackmore oder Randy Rhoads erlernte Andersson ab seinem zehnten Lebensjahr das Gitarrespielen. Weitere Vorbilder waren Tommy Bolin, Steve Hackett, Robert Fripp und Adrian Belew, aber auch Jazz-Fusion-Gitarristen wie Scott Henderson. Von 2006 an war David Andersson Live-Gitarrist der Band Soilwork. Nach dem Ausstieg von Peter Wichers im Jahre 2012 wurde Andersson festes Bandmitglied. Zwischenzeitlich war Andersson auch Mitglied der Power-Metal-Band Mean Streak, mit der er zwei Studioalben veröffentlichte. Im Jahre 2012 gründete Andersson und der Soilwork-Sänger Björn „Speed“ Strid die Classic-Rock-Band The Night Flight Orchestra, mit der er bislang fünf Studioalben veröffentlichte. The Night Flight Orchestra wurde bislang zweimal für den schwedischen Musikpreis Grammis nominiert.
Hauptberuflich war David Andersson Arzt und arbeitete als Gastroenterologe. Am 14. September 2022 veröffentlichten Soilwork über ihre Instagram-Seite ein Statement, nach dem Andersson verstorben sei und dass der Tod mit Alkoholproblemen und psychischer Krankheit in Zusammenhang steht.

## Diskografie
| mit Soilwork - 2013: The Living Infinite - 2015: The Ride Majestic - 2019: Verkligheten | mit The Night Flight Orchestra siehe The Night Flight Orchestra#Diskografie | mit Mean Streak - 2011: Declaration of War - 2013: Trial by Fire |